# CHOP STICK
CHOP STICK（チョップスティック）は、東京都出身の日本のレゲエ、ラップ・ミュージシャンである。
レゲエフェスティバルや全国のライブハウス・クラブでのイベントに年間100本以上出演する。コンピレーション・アルバム・デジタル配信など、コンスタントに作品を発表する。また、東京コレクションでは「KOHSIN STATOH -ARSTON VOLAJU-」のファッションショーの演出を務めた。

## 来歴
明治時代より続く蕎麦屋の次男として東京・日本橋で生まれた。レゲエDJとしてキャリアをスタートした。ジャマイカに複数回渡航し、現地でのレコーディングやライブを経験した。
2007年に歌手Cheeと「愛してます。レゲエミュージック」をリリースした。
翌2008年、自身のファースト・アルバム「ラガマフィンウェイ」をリリースした。BURRO BUNTON & REGGIE STEPPER（ジャマイカ）と共演した。Mr. Vegas & HOTTA BALLのHOTTA BALLと「渚でベイベー」を制作した。
2009年、Cheeとミニアルバム「BECOUSE OF LOVE」をリリースした。
2013年1月23日にセカンド・アルバム「飲め飲めパラダイス -PARTY DEE-JAY ANTEM」をリリースした。発売初日にiTunesレゲエアルバムチャートで1位を獲得した。

## 参加ユニット・作品
J-REXXX & たなけんらとユニット「J.T.C」を結成し、大阪のUstream番組「KING SIZE RADIO」に毎週楽曲を提供した。その中の楽曲「Baumkuchen」がドイツでデジタル配信された。
所ジョージのトリビュート・アルバム「SETAGAYA MUSIC BASE」（AVEX）に参加し、「心配SONG」「孤独な天使」を担当した。「心配SONG」はアメリカのアニメ「ザ・シンプソンズ MOVIE」の応援曲に選ばれた。
唐沢寿明が出演したスポーツジム「エグザス」のCMソングを担当した。

## 司会
レゲエ・ダンス・バトル「CAT FUCK」の司会を務めた。SHIBUYA-FM「リーガルパイレーツustream『中目黒の地下室からこんばんは』」のメインMCを担当した。